# Самандарин
Самандарин — яд небелковой природы, стероидный алкалоид. Активное начало кожного секрета саламандр.
Кристалличен, растворим в этаноле и подкисленной воде; из растворов осаждается солями аммония и фосфорномолибденовой кислотой. ЛД50 19 мг/кг (лягушки, подкожно), 3,4 мг/кг (мыши, подкожно), 1 мг/кг (кролики, подкожно). Вызывает возбуждение, судороги; прогрессивно ослабевают рефлексы, вплоть до полного исчезновения, дыхание становится слабым, наблюдаются сердечные аритмии. В терминальной фазе наступают параличи, особенно задних конечностей. Как правило, смерть наступает в течение 5 часов из-за остановки дыхания. При вскрытии отмечаются кровоизлияния в лёгких, сердце и мозге. Наблюдаемое при отравлении самандарином повышение артериального давления может быть связано с прямым воздействием на сосудодвигательный центр ЦНС. Самандарин также обладает сильным местноанестезирующим действием.